# Call of Duty Championship
Le Call of Duty Championship est le tournoi annuel international de Call of Duty qui se joue à Los Angeles aux États-Unis,,,.
Instauré en 2011, le tournoi s'est déroulé à l'occasion du CoD XP. En 2013, un nouveau tournoi annuel est organisé, le Call of Duty Championship. Le tournoi est présenté par XBOX (sponsor de la compétition) et financé par de nombreux autres sponsors tels que MLG et Activision. À partir de 2015, Sony devient partenaire de la compétition par l'intermédiaire de PlayStation à la place de XBOX. Le nom du championnat change alors pour Call of Duty World League (CWL).
L'équipe gagnante obtient la somme de 400 000 $. En tout, le tournoi offre 1 000 000 $ en dotations. Des tournois de qualification sont organisés sur chaque continent pour sélectionner les équipes participantes.

## Historique
Le Call of Duty Championship 2013 a été le premier tournoi annuel organisé par Activision pour célébrer la série de jeux vidéo Call of Duty, offrant 1 000 000 $ de gains total. Le tournoi a eu lieu à Hollywood, en Californie, à partir du 5 avril 2013 au 7 avril 2013. Devant le succès suscité par le tournoi international organisé à l'occasion du Call of Duty: Experience (CoD XP) durant l'été 2011, Activision décida en 2013 de lancer un tournoi officiel. Le vainqueur de la compétition fut l'équipe Fariko.Impact qui empocha ainsi les 400 000 $ de dotation.

## Palmarès

### Podium de chaque édition
Actuellement, les Nord-Américains dominent largement la compétition. Sur les huit éditions passées, vingt-deux équipes américaines sont présentes dans le top 3, les deux restantes étant  britanniques, deuxièmes lors des première et cinquième éditions. Karma, un Canadien, est à ce jour le seul joueur à avoir remporté trois titres : avec Fariko.Impact en 2013, compLexity en 2014 et OpTic Gaming en 2017.
| Année | 1er            | 2e           | 3e           |
| ----- | -------------- | ------------ | ------------ |
| 2011  | OpTic Gaming   | Infinity     | icoNs        |
| 2013  | Fariko.Impact  | EnVyUs       | OpTic Gaming |
| 2014  | compLexity     | EnVyUs       | OpTic Gaming |
| 2015  | Denial Esports | Team Revenge | FaZe Red     |
| 2016  | EnVyUs         | Splyce       | eLevate      |
| 2017  | OpTic Gaming   | EnVyUs       | Luminosity   |
| 2018  | Evil Geniuses  | Team Kaliber | FaZe Clan    |
| 2019  | eUnited        | 100 Thieves  | OpTic Gaming |

### Trophée MVP
Le trophée MVP pour Most Valuable Player (littéralement Joueur le plus précieux), est comme son nom l'indique, un trophée décerné au meilleur joueur de chaque édition.
| Année | Alias    | Nom           |
| ----- | -------- | ------------- |
| 2015  | Clayster | James Eubanks |
| 2016  | John     | John Perez    |
| 2017  | FormaL   | Matthew Piper |
| 2018  | Assault  | Adam Garcia   |
| 2019  | Simp     | Chris Lehr    |

### 2011
| Rang | Équipe       | Gains en $ | Gains en € |
| ---- | ------------ | ---------- | ---------- |
| 1er  | OpTic Gaming | 400 000    | 291 000    |
| 2e   | Infinity     | 200 000    | 145 000    |
| 3e   | icoNs        | 120 000    | 87 000     |
| 4e   | Team Infused | 100 000    | 73 000     |
| 5e   | apeX.EU      | 70 000     | 51 000     |
| 6e   | Team Obey    | 50 000     | 36 000     |
| 7e   | Mob          | 50 000     | 36 000     |
| 8e   | mythiX       | 25 000     | 18 000     |

### 2013
| Rang | Équipe        | Gains en $ | Gains en € |
| ---- | ------------- | ---------- | ---------- |
| 1er  | Fariko.Impact | 400 000    | 291 000    |
| 2e   | EnVyUs        | 200 000    | 145 000    |
| 3e   | OpTic Gaming  | 120 000    | 87 000     |
| 4e   | compLexity    | 100 000    | 73 000     |
| 5e   | FeaR          | 70 000     | 51 000     |
| 6e   | Epsilon       | 50 000     | 36 000     |
| 7e   | vVv Gaming    | 50 000     | 36 000     |
| 8e   | inFerno.BYL   | 25 000     | 18 000     |

Source

### 2014
| Rang | Équipe             | Gains en $ | Gains en € |
| ---- | ------------------ | ---------- | ---------- |
| 1er  | compLexity         | 400 000    | 291 000    |
| 2e   | EnVyUs             | 200 000    | 145 000    |
| 3e   | OpTic Gaming       | 120 000    | 87 000     |
| 4e   | Strictly Business  | 100 000    | 73 000     |
| 5e   | Trident T1 Dotters | 70 000     | 51 000     |
| 6e   | FaZe Clan          | 50 000     | 36 000     |
| 7e   | Rise Nation        | 50 000     | 36 000     |
| 8e   | VexX Revenge       | 25 000     | 18 000     |

### 2015
| Rang | Équipe           | Gains en $ | Gains en € |
| ---- | ---------------- | ---------- | ---------- |
| 1er  | Denial eSports   | 400 000    | 291 000    |
| 2e   | Team Revenge     | 200 000    | 145 000    |
| 3e   | FaZe Red         | 120 000    | 87 000     |
| 4e   | Prophecy         | 100 000    | 73 000     |
| 5e   | Automatic Reload | 70 000     | 51 000     |
| 6e   | Mindfreak        | 50 000     | 36 000     |
| 7e   | OpTic Gaming     | 50 000     | 36 000     |
| 8e   | Team Kaliber     | 25 000     | 18 000     |

### 2016
| Rang | Équipe       | Gains en $ | Gains en € |
| ---- | ------------ | ---------- | ---------- |
| 1er  | EnVyUs       | 212 500    | 180 290    |
| 2e   | Splyce       | 132 500    | 110 000    |
| 3e   | Elevate      | 92 500     | 78 000     |
| 4e   | Exertus      | 52 500     | 44 000     |
| 5-6e | Cloud 9      | 32 500     | 27 000     |
| 5-6e | Rise Nation  | 32 500     | 27 000     |
| 7-8e | FaZe Clan    | 22 500     | 19 000     |
| 7-8e | OpTic Gaming | 22 500     | 19 000     |

### 2017
| Rang | Équipe       | Gains en $ | Gains en € |
| ---- | ------------ | ---------- | ---------- |
| 1er  | OpTic Gaming | 212 500    | 180 290    |
| 2e   | EnVyUs       | 132 500    | 110 000    |
| 3e   | Luminosity   | 92 500     | 78 000     |
| 4e   | Rise Nation  | 52 500     | 44 000     |
| 5-6e | eUnited      | 32 500     | 27 000     |
| 5-6e | FaZe Clan    | 32 500     | 27 000     |
| 7-8e | Splyce       | 22 500     | 19 000     |
| 7-8e | Ghost Gaming | 22 500     | 19 000     |

### 2018
| Rang | Équipe        | Gains en $ | Gains en € |
| ---- | ------------- | ---------- | ---------- |
| 1er  | Evil Geniuses | 600 000    | 528 000    |
| 2e   | Team Kaliber  | 200 000    | 176 000    |
| 3e   | FaZe Clan     | 100 000    | 88 000     |
| 4e   | eUnited       | 80 000     | 70 000     |
| 5-6e | EnVyUs        | 55 000     | 48 000     |
| 5-6e | Luminosity    | 55 000     | 48 000     |
| 7-8e | Elevate       | 35 000     | 31 000     |
| 7-8e | Red Reserve   | 35 000     | 31 000     |

### 2019
| Rang | Équipe           | Gains en $ | Gains en € |
| ---- | ---------------- | ---------- | ---------- |
| 1er  | eUnited          | 800 000    | 720 000    |
| 2e   | 100 Thieves      | 260 000    | 234 000    |
| 3e   | OpTic Gaming     | 140 000    | 126 000    |
| 4e   | Enigma6 Group    | 110 000    | 99 000     |
| 5-6e | Units            | 75 000     | 68 000     |
| 5-6e | Team Reciprocity | 75 000     | 68 000     |
| 7-8e | Luminosity       | 50 000     | 45 000     |
| 7-8e | Evil Geniuses    | 50 000     | 45 000     |

## Plateformes et jeux utilisés en fonction des années
Ci-dessous les plateformes et jeux utilisés pour chaque édition :
| Année | Plateforme    | Opus             |
| ----- | ------------- | ---------------- |
| 2011  | Xbox 360      | Modern Warfare 3 |
| 2013  | Xbox 360      | Black Ops 2      |
| 2014  | Xbox One      | Ghosts           |
| 2015  | Xbox One      | Advanced Warfare |
| 2016  | PlayStation 4 | Black Ops 3      |
| 2017  | PlayStation 4 | Infinite Warfare |
| 2018  | PlayStation 4 | WWII             |
| 2019  | PlayStation 4 | Black Ops 4      |
| 2020  | PlayStation 4 | Modern Warfare   |